# سينتريم
سينتريم هو حزب سياسي قومي كتالوني من يمين الوسط في كتالونيا، أعلن في 11 يناير 2022 من قبل الأمين العام السابق للحزب الديمقراطي الأوروبي الكتالوني أنجلز تشاكون، في محاولة لتوحيد الأحزاب في الفضاء السياسي الذي خلفه الحل التقارب والاتحاد، وصعود الرئيس الكتالوني كارليس بويجديمونت على حزب معًا من أجل كاتالونيا الذي تأسس في يوليو 2020، والذي انبثق من تحالف انتخابي متماثل الاسم في عام 2017. الحزب مدعوم من قبل حزب تشاكون السابق وكذلك حزب المتقاربين والرابطة الديمقراطية والحرة، وأعلن أنه سيخوض الانتخابات المحلية الإسبانية لعام 2023 في كاتالونيا. رفض الحزب القومي لكاتالونيا الذي كان يتزعمه المنسق العام السابق لحزب معًا من أجل كاتالونيا مارتا باسكال الانضمام إلى منصة سينتريم.